# Per Heimly
Per Heimly, född 4 februari 1972, är en norsk-samisk fotograf. Han växte upp i byn Snubba i Evenes i Nordland. Han var 1999 en av medgrundarna till mode- och konstmagasinet Fjords.
Heimly är bland annat känd för vänskap och samarbete med författaren och tidigare prinsessmaken Ari Behn, och de har bland annat gjort TV-program tillsammans.